# San Valentino Torio
San Valentino Torio là một đô thị (comune) thuộc tỉnh Salerno trong vùng Campania của Ý. San Valentino Torio có diện tích km2, dân số là người (thời điểm ngày).